# Dorata
Dorata is een geslacht van vlinders van de familie echte motten (Tineidae), uit de onderfamilie Scardiinae.

## Soorten
- D. atomophora Meyrick, 1928
- D. inornatella Busck, 1904
- D. lineata (Walsingham, 1889)
- D. nigritella Busck, 1920
- D. sagittella Busck, 1913